# Anne-Fleur Multon
Pour les articles homonymes, voir Multon.
Anne-Fleur Multon est une écrivaine française de littérature jeunesse et adulte.
Elle a écrit la série de romans Allô Sorcières et contribué au recueil de nouvelles La Revanche des princesses avec, notamment, les écrivaines Charlotte Bousquet, Clémentine Beauvais et Carole Trébor.

## Biographie
Après une classe préparatoire littéraire de préparation au concours de l'École des Chartes, au Lycée Henri-IV de Paris, elle effectue un Master de littérature comparée à l'Université Paris-Sorbonne.
Elle publie en 2017 son premier roman, Viser la lune, le premier tome de la série Allô Sorcières, sur l'amitié de quatre adolescentes,.
Le second tome de la série, Sous le soleil exactement, paraît en 2018 et est salué pour ses thématiques féministes. Les deux romans paraissent aux éditions Poulpe Fictions et sont illustrés par la dessinatrice Diglee (Maureen Wingrove).
Elle co-écrit le recueil de nouvelles La Revanche des princesses avec les écrivaines Clémentine Beauvais, Charlotte Bousquet, Alice Brière-Haquet, Carole Trébor et Sandrine Beau. La Revanche des princesses est remarqué pour son engagement féministe.
Elle publie également en 2020 le roman C'est pas ma faute, coécrit avec Samantha Bailly.
Elle est membre de La Charte des auteurs et illustrateurs jeunesse, une association qui vise à promouvoir la littérature jeunesse.
Elle fait partie des membres fondateurs de la Maison de la Littérature Jeunesse Francophone auprès de Clémentine Beauvais (écrivaine), Sara Guédès (architecte d'intérieur et photographe), Tom Lévêque (éditeur, écrivain et médiateur du livre), Aylin Manço (écrivaine, traductrice et scénariste), Reutty Sok (éditeur), Julia Thévenot (éditrice et écrivaine) et Julie Vergès (enseignante de lettre et de théâtre, écrivaine) .
En 2022, elle signe son entrée en littérature adulte avec le roman Les Nuits bleues qui sera traduit en espagnol en 2024 sous le titre Las noches azules aux éditions Egales.

### Vie privée
Anne-Fleur raconte son amour pour Sara dans son premier roman pour adultes, Les Nuits bleues.
Elle a aussi témoigné à plusieurs reprises au sujet de son parcours de PMA, notamment dans Ouest-France et Libération.

## Œuvre

### Littérature jeunesse
- Allô Sorcières, Poulpe Fictions

1. Viser la lune, 2017, 168 p.  (ISBN 9782377420001)
2. Sous le soleil exactement, 2018, 168 p.  (ISBN 9782377420117)
3. Un peu plus près des étoiles, 2022, 240 p. (ISBN 9782377420339)

- La Revanche des princesses, Poulpe Fictions, 2019, 198 p.  (ISBN 9782377420520)
- Au cœur de la forêt, Auzou édition, 2019, 160 p.  (ISBN 9782733872147)
- C'est pas ma faute, Anne-Fleur Multon et Samantha Bailly, Pocket Jeunesse, 2020, 351 p.  (ISBN 9782841562923)
- Prodigieuses histoires de filles pas comme les autres, Michel Lafon, avec Diglee, 2022, 200 p.  (ISBN 9782749948539)
- Il était une Autre fois, On Ne Compte Pas Pour Du Beurre, avec Célia Housset, 2022, 72 p.  (ISBN 9782957170098)
- Les Petites Sorcières

1. Tildir la catastrophe[9], ill. Violette Grabski, Éditions Sarbacane, coll. « Pocus », 2024, 112 p.  (ISBN 9791040804406)
2. Maud Champignon, 2024, 128 p.  (ISBN 9791040805595)

### Littérature adulte
- Les Nuits bleues, Les éditions de l'Observatoire, 2022, 208 p.  (ISBN 979-10-329-2229-3)
- Les Nuits bleues, Points, 2023, 208 p.  (ISBN 275-78-9637-7)
- Las Noches Azules, Editorial Egales, 2024, 230p.  (ISBN 978-84-19728-41-8)